# Obrioclytus kenyensis
Obrioclytus kenyensis là một loài bọ cánh cứng trong họ Cerambycidae.